# Biblia de Kralice

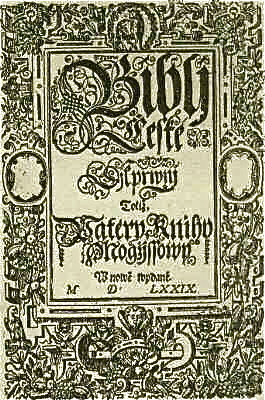
Biblia de Kralice

La Biblia de Kralice (en idioma checo, Bible kralická) fue la primera traducción completa de la Biblia de los idiomas originales, hebreo y griego, al checo. Traducido por la Unitas Fratrum — conocida más tarde como Iglesia Morava— e impresa en la ciudad de Kralice nad Oslavou, la primera edición tuvo seis volúmenes y se publicó entre los años 1579 y 1593. La tercera edición, desde 1613, es la «más clásica» y hasta el día de hoy la más conocida y usada en traducción checa.  
El objetivo del obispo Jan Blahoslav era publicar la Biblia y otros textos en lengua vernácula. El Nuevo Testamento había sido traducido del griego por también por el propio Jan Blahoslav y publicada la primera edición en 1564 que le siguió una segunda realizada en 1568. Blashoslav falleció en 1571, pero dejó extensos materiales de traducción del Antiguo Testamento.
Un facsímil de la Biblia de Kralice apareció en 1995 bajo los auspicios del entonces presidente checo Václav Havel en la editorial Ferdinand Schöningh en Paderborn. En 2009, basado en la Biblia Kralice 21 (Nová Bible kralická) fue emitida por la Fundación Nueva Biblia Kralice.